# USS Louisville (CA-28)
Pour les autres navires du même nom, voir USS Louisville.
L’USS Louisville était un croiseur lourd et le troisième navire de classe Northampton. Le 6 janvier, puis le 5 juin 1945, il est touché par des kamikaze lors de la Guerre du Pacifique.